# 일월 (1981년 드라마)
《일월》은 1981년 1월 15일에 방영된 TV문학관이다.

## 출연
- 서인석
- 유지인
- 정애리
- 장민호
- 문오장
- 김인태
- 김동훈
- 오현경
- 남일우
- 강계식
- 정동환
- 반효정
- 최화정
- 이일웅
- 강태기
- 김병기
- 홍영자
- 양영준
- 이승현
- 하대경
- 김성환
- 이한수
- 정종준
- 한정국